# Kościół św. Józefa w Lubieniowie
Kościół św. Józefa w Lubieniowie – rzymskokatolicki kościół filialny zlokalizowany w Lubieniowie w województwie zachodniopomorskim, w powiecie choszczeńskim, w gminie Recz. Należy do parafii Trójcy Przenajświętszej w Suliszewie, choć tabliczka na elewacji głosi, że do parafii Nawiedzenia Najświętszej Maryi Panny w Brzezinach.

## Historia i architektura
Salowy obiekt stoi w północnej części wsi, na skarpie (po prawej stronie drogi do Recza). Wzniesiono go na planie prostokąta z wieżą od strony zachodniej w XIV wieku. W czasach budowy w konstrukcji dominował kamień polny i kostka granitowa z dodatkiem cegły. Został przebudowany w XV i XIX wieku, a górna część wieży w  XIX wieku. W korpusie nawowym znajdują się głęboko osadzone okna. Świątynię przykryto dachem dwuspadowym. Po II wojnie światowej była nieużywana i popadła w ruinę. Odbudowano ją w latach 70. XX wieku w formach późnogotyckich.
Kościół poświęcony został 7 sierpnia 1977 roku.
Do rejestru zabytków świątynię wpisano 22 grudnia 1965 pod numerem A-632.

## Wnętrze
Wnętrze przykryte jest drewnianym stropem z desek. Ołtarz główny wyposażony jest w figurę św. Józefa z Dzieciątkiem.

## Galeria

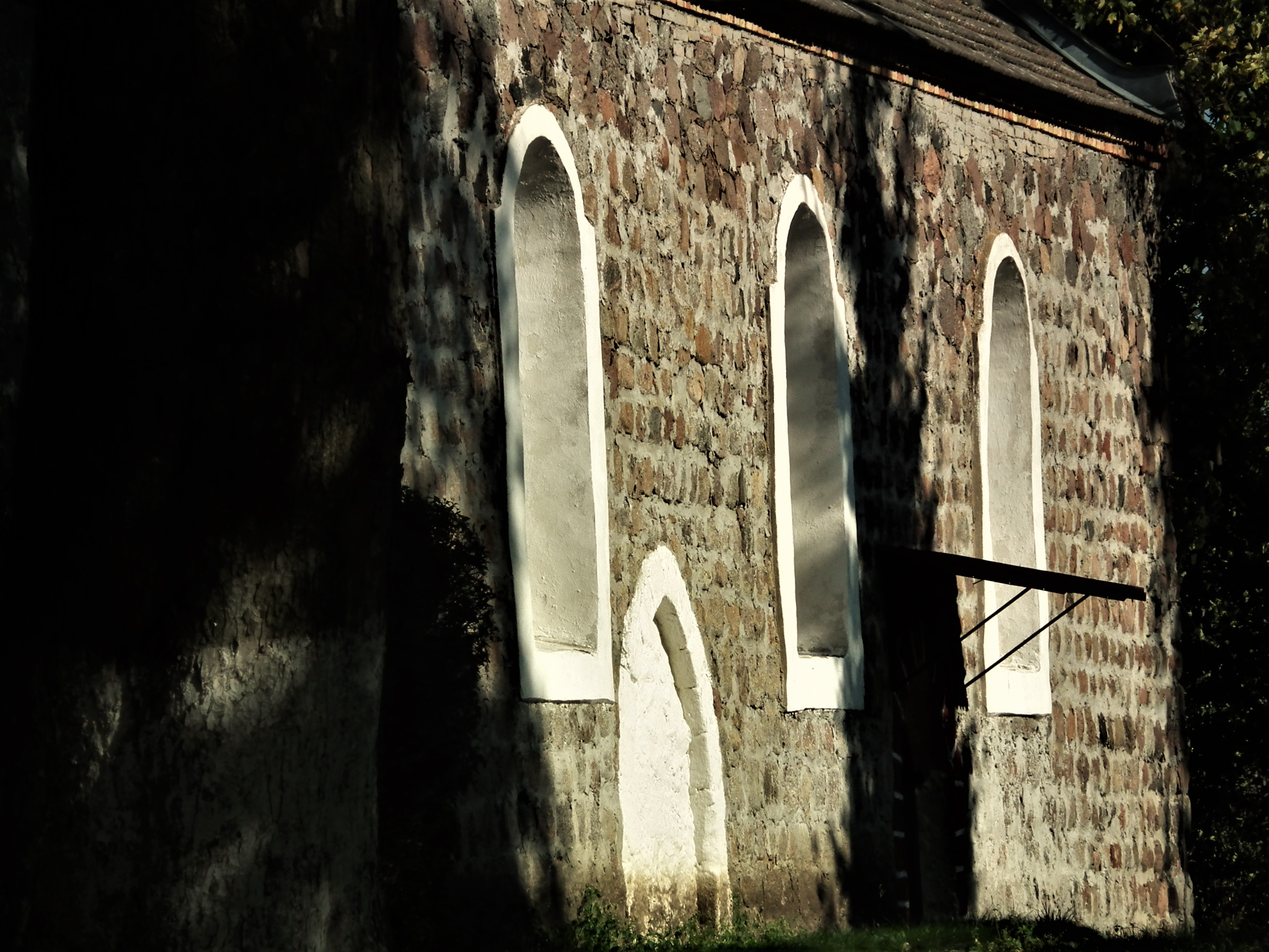
Elewacja boczna z oknami
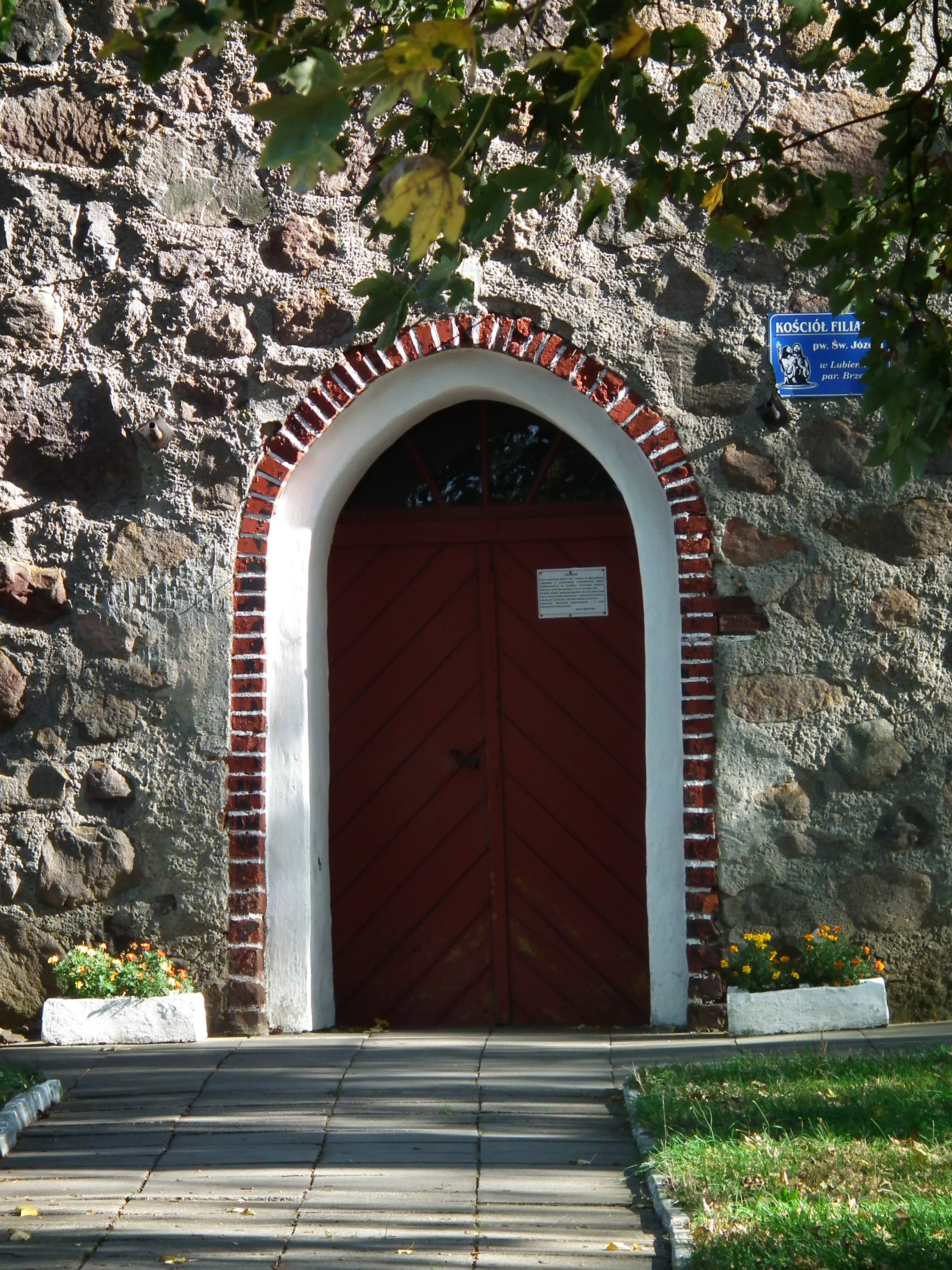
Portal wejściowy